# Адиабатический процесс
Адиабати́ческий, или адиаба́тный проце́сс (от др.-греч. ἀδιάβατος «непроходимый») — термодинамический процесс в макроскопической системе, при котором система не обменивается теплотой с окружающим пространством. Серьёзное исследование адиабатических процессов началось в XVIII веке. В целом термин «адиабатический» в разных областях науки всегда подразумевает сохранение неизменным какого-то параметра. Так в квантовой химии, электронно-адиабатический процесс — это процесс, в котором не изменяется квантовое число электронного состояния. Например, молекула всегда остаётся в первом возбуждённом состоянии вне зависимости от изменения положения атомных ядер. Соответственно неадиабатическим называется процесс, в котором происходит изменение какого-то важного параметра.
В термодинамике, адиабатический процесс является частным случаем политропного процесса, так как при нём теплоёмкость газа равна нулю и, следовательно, постоянна. Адиабатические процессы обратимы только тогда, когда в каждый момент времени система остаётся равновесной (например, изменение состояния происходит достаточно медленно) и изменения энтропии не происходит. Равновесный адиабатный процесс является изоэнтропным процессом. Некоторые авторы (в частности, Л. Д. Ландау) называли адиабатическими только обратимые адиабатические процессы.
Обратимый адиабатический процесс для идеального газа описывается уравнением Пуассона. Линия, изображающая адиабатный процесс на термодинамической диаграмме, называется адиабатой Пуассона. Примером необратимого адиабатического процесса может быть распространение ударной волны в газе. Такой процесс описывается ударной адиабатой. Адиабатическими можно считать процессы в целом ряде явлений природы. Также такие процессы нашли ряд применений в технике.

## История

Уравнение Пуассона позволило описать адиабатический процесс

Существование атмосферного давления было показано рядом экспериментов в XVII веке. Одним из первых доказательств гипотезы стали магдебургские полушария, сконструированные немецким инженером Герике. Из сферы, образованной полушариями, выкачивался воздух, после чего их было трудно разъединить в силу внешнего давления воздуха. Другой эксперимент в рамках исследования природы атмосферного давления поставил Роберт Бойль. Он состоял в том, что если запаять изогнутую стеклянную трубку с короткого конца, а в длинное колено постоянно подливать ртуть, она не поднимется до верха короткого колена, поскольку воздух в трубке, сжимаясь, будет уравновешивать давление ртути на него. К 1662 году данные опыты позволили прийти к формулировке закона Бойля — Мариотта.
В 1779 году в «Пирометрии» Ламберта был описан опыт повышения и понижения температуры в приёмнике воздушного насоса при движении поршня. Впоследствии данный эффект был подтверждён Дарвином (1788) и Пикте (1798). В 1802 году Дальтон опубликовал доклад, в котором, в числе прочего, указал, что сгущение газов сопровождается выделением тепла, а разрежение — охлаждением. Рабочий оружейного завода зажёг трут в дуле духового ружья путём сжатия воздуха, о чём сообщил в 1803 году лионский физик Моле.
Теоретическим обобщением накопившихся экспериментальных знаний занялся физик Пуассон. Так как при адиабатическом процессе температура непостоянна, то закон Бойля — Мариотта требует поправки, которую Пуассон обозначил как коэффициент k и выразил через соотношение теплоёмкостей. Экспериментально данный коэффициент определялся Вальтером и Гей-Люссаком (эксперимент описан в 1807 году) и затем более точно Дезормом и Клеманом в 1819 году. Практическое использование адиабатического процесса предложил С. Карно в работе «Движущая сила огня» в 1824 году.

## Физический смысл адиабатического процесса
Если термодинамический процесс в общем случае представляет собой три процесса — теплообмен, совершение системой (или над системой) работы и изменение её внутренней энергии, то адиабатический процесс в силу отсутствия теплообмена ({\displaystyle \Delta Q=0}) системы со средой сводится только к последним двум процессам. Поэтому первое начало термодинамики в этом случае приобретает вид
{\displaystyle \Delta U=-A,}
где {\displaystyle \Delta U} — изменение внутренней энергии тела, {\displaystyle A} — работа, совершаемая системой.
Изменения энтропии {\displaystyle S} системы в обратимом адиабатическом процессе вследствие передачи тепла через границы системы не происходит:
{\displaystyle \mathrm {d} S=\delta Q/T=0.}
Здесь {\displaystyle T} — температура системы, {\displaystyle \delta Q} — теплота, полученная системой. Благодаря этому адиабатический процесс может быть составной частью обратимого цикла.

### Работа газа

Совершение над газом работы на элементарном участке dh. Совершаемая работа показана красными лампочками

Поясним понятие работы применительно к адиабатическому процессу. В частном случае, когда работа совершается через изменение объёма, можно определить её следующим способом: пусть газ заключён в цилиндрический сосуд, плотно закрытый легко скользящим поршнем. Если газ будет расширяться, то он будет перемещать поршень и при перемещении на отрезок {\displaystyle \mathrm {d} h} совершать работу
{\displaystyle \mathrm {d} A=F\mathrm {d} h,}
где F — сила, с которой газ действует на поршень. Перепишем уравнение:
{\displaystyle \mathrm {d} A=ps\mathrm {d} h,}
где s — площадь поршня. Тогда работа будет равна
{\displaystyle \mathrm {d} A=p\mathrm {d} V,}
где {\displaystyle p} — давление газа, {\displaystyle \mathrm {d} V} — малое приращение объёма. Аналогично видно, что уравнение выполняется и для сосудов с произвольной поперечной формой сечения. Данное уравнение справедливо и при расширении на произвольных объёмах. Для этого достаточно разбить поверхность расширения на элементарные участки {\displaystyle dS}, на которых расширение одинаково.
Основное уравнение термодинамики примет вид:
| {\displaystyle \mathrm {d} U=-p\,\mathrm {d} V} | (1) |

Это условие будет выполняться, если скорость хода поршня (протекания процесса в общем случае) будет удовлетворять определённым условиям. С одной стороны, она должна быть достаточно малой, чтобы процесс можно было считать квазистатическим. Иначе при резком изменении хода поршня давление, которое его перемещает, будет отличаться от давления в целом по газу. То есть газ должен находиться в равновесии, без турбулентностей и неоднородностей давления и температуры. Для этого достаточно передвигать поршень со скоростью, существенно меньшей, чем скорость звука в данном газе. С другой стороны, скорость должна быть достаточно большой, чтобы можно было пренебречь обменом тепла с окружающей средой и процесс оставался адиабатическим.
Однако работа может совершаться и другими путями — например, идти на преодоление межмолекулярного притяжения газов. В этом случае параллельно с изменением внутренней энергии будет происходить процессы совершения нескольких работ разной физической природы, и основное уравнение термодинамики примет вид:
| {\displaystyle \mathrm {d} U=-\sum _{i}A_{i}\mathrm {d} a_{i},} | (1a) |

где {\displaystyle A_{i}}, {\displaystyle \mathrm {d} a_{i}} — дифференциальное выражение для работы, {\displaystyle a_{i}} — внешние параметры, которые меняются при совершении работы, {\displaystyle A_{i}} — соответствующие им внутренние параметры, которые при совершении малой работы можно считать постоянными. При совершении работы путём сжатия или расширения внутренний параметр — давление, внешний параметр — объём.

### Внутренняя энергия идеального газа

Тепловое движение молекул одноатомного газа идёт в среднем тем интенсивнее, чем больше его внутренняя энергия. Скорость каждой отдельной молекулы при этом может изменяться даже при постоянстве внутренней энергии всего газа

Внутренняя энергия является однозначной функцией состояния системы. Поэтому применительно к адиабатическому процессу её изменение имеет тот же физический смысл, что и в общем случае. Согласно экспериментально установленному закону Джоуля (закону Гей-Люссака — Джоуля) внутренняя энергия идеального газа не зависит от давления или объёма газа. Исходя из этого факта, можно получить выражение для изменения внутренней энергии идеального газа. По определению молярной теплоёмкости при постоянном объёме, {\displaystyle \left({\frac {\partial U}{\partial T}}\right)_{V}=C_{V}}. Иными словами — это предельное соотношение изменения внутренней энергии и породившего его изменения температуры. При этом, по определению частной производной считается только то изменение внутренней энергии, которое порождено именно изменением температуры, а не другими сопутствующими процессами. Так как внутренняя энергия идеального газа является функцией только температуры, то
| {\displaystyle \mathrm {d} U=\nu C_{V}\mathrm {d} T,} | (2) |

где {\displaystyle \nu } — число молей идеального газа.

## Уравнение Пуассона для идеального газа

### Адиабата Пуассона
Для идеальных газов, чью теплоёмкость можно считать постоянной, в случае квазистатического процесса адиабата имеет простейший вид и определяется уравнением
{\displaystyle p\,\cdot V^{\mathsf {k}}=\mathrm {const} ,}
где {\displaystyle V} — его объём, {\displaystyle {\mathsf {k}}={\frac {C_{p}}{C_{V}}}} — показатель адиабаты, {\displaystyle C_{p}} и {\displaystyle C_{V}} — теплоёмкости газа соответственно при постоянном давлении и постоянном объёме.

График адиабаты (жирная линия) на диаграмме для газа.
— давление газа;
— объём

С учётом уравнения состояния идеального газа уравнение адиабаты может быть преобразовано к виду
{\displaystyle T^{\mathsf {k}}\cdot p^{(1-{\mathsf {k}})}=\mathrm {const} ,}
где {\displaystyle T} — абсолютная температура газа. Или к виду
{\displaystyle T\cdot V^{({\mathsf {k}}-1)}=\mathrm {const} .}
Поскольку {\displaystyle {\mathsf {k}}} всегда больше 1, из последнего уравнения следует, что при адиабатическом сжатии (то есть при уменьшении {\displaystyle V}) газ нагревается ({\displaystyle T} возрастает), а при расширении — охлаждается, что всегда верно и для реальных газов. Нагревание при сжатии больше для того газа, у которого больше коэффициент {\displaystyle {\mathsf {k}}}.

### Вывод уравнения
Согласно закону Менделеева — Клапейрона для идеального газа справедливо соотношение
{\displaystyle pV=\nu RT,}
где R — универсальная газовая постоянная. Вычисляя полные дифференциалы от обеих частей уравнения, полагая независимыми термодинамическими переменными {\displaystyle \left(p,V,T\right)}, получаем
| {\displaystyle p\mathrm {d} V+V\mathrm {d} p=\nu R\mathrm {d} T.} | (3) |

Если в (3) подставить {\displaystyle dT} из (2), а затем {\displaystyle dU} из (1), получим
{\displaystyle p\mathrm {d} V+V\mathrm {d} p=-p\mathrm {d} V\cdot {\frac {R}{C_{V}}},}
или, введя коэффициент {\displaystyle {\mathsf {k}}=1+{\frac {R}{C_{V}}}}:
{\displaystyle {\mathsf {k}}\,p\mathrm {d} V+V\mathrm {d} p=0.}
Это уравнение можно переписать в виде
{\displaystyle {\mathsf {k}}{\frac {dV}{V}}=-{\frac {dp}{p}},}
что после интегрирования даёт:
{\displaystyle {\mathsf {k}}\,\ln V=-\ln p+\mathrm {const} .}
Потенцируя, получаем окончательно:
{\displaystyle p\,\cdot V^{\mathsf {k}}=\mathrm {const} ,}
что и является уравнением адиабатического процесса для идеального газа.

### Показатель адиабаты
При адиабатическом процессе показатель адиабаты равен
{\displaystyle {\mathsf {k}}=\left(1+{\frac {R}{C_{V}}}\right).}
Для нерелятивистского невырожденного одноатомного идеального газа {\displaystyle {\mathsf {k}}=5/3}, для двухатомного {\displaystyle {\mathsf {k}}=7/5}, для трёхатомного {\displaystyle {\mathsf {k}}=4/3}, для газов, состоящих из более сложных молекул, показатель адиабаты {\displaystyle {\mathsf {k}}} определяется числом степеней свободы (i) конкретной молекулы, исходя из соотношения {\displaystyle i={\frac {2C_{V}}{R}}}.
Для реальных газов показатель адиабаты отличается от показателя адиабаты для идеальных газов, особенно при низких температурах, когда большу́ю роль начинает играть межмолекулярное взаимодействие. Для его теоретического нахождения следует проводить расчёт без некоторых допущений, в частности, использованных при выводе формулы (1), и использовать формулу (1а).
Один из методов для экспериментального определения показателя был предложен в 1819 г. Клеманом и Дезормом. Стеклянный баллон вместимостью несколько литров наполняется исследуемым газом при давлении {\displaystyle P_{1}}. Затем открывается кран, газ адиабатически расширяется, и давление падает до атмосферного — {\displaystyle P_{0}}. Затем происходит его изохорное нагревание до температуры окружающей среды. Давление повышается до {\displaystyle P_{2}}. В результате такого эксперимента k можно вычислить по формуле
{\displaystyle {\mathsf {k}}={\frac {P_{1}-P_{0}}{P_{1}-P_{2}}}.}

## Энтропия и обратимость
В общем случае для произвольной физической системы изменение состояния при адиабатическом расширении определяется производными термодинамических параметров при постоянной энтропии. Справедливы соотношения
{\displaystyle \left({\frac {\partial T}{\partial V}}\right)_{S}=-{\frac {T}{C_{V}}}\left({\frac {\partial p}{\partial T}}\right)_{V}},
{\displaystyle \left({\frac {\partial T}{\partial p}}\right)_{S}={\frac {T}{C_{p}}}\left({\frac {\partial V}{\partial T}}\right)_{p}},
где Cp и Cv — теплоёмкости при постоянном давлении и объёме, которые всегда положительны по своему физическому смыслу, {\displaystyle {\partial }} — обозначение частной производной. Как и при определении молярной теплоёмкости, при расчёте частной производной находится изменения параметра в числителе, которое происходят только под действием изменения параметра, стоящего в знаменателе. Пусть система адиабатически расширяется, то есть {\displaystyle \Delta p<0}. Тогда если коэффициент теплового расширения {\displaystyle \left(\partial V/\partial T\right)_{p}} положительный, изменение температуры {\displaystyle \Delta T} должно быть отрицательным. То есть, температура системы будет уменьшаться при адиабатическом расширении, если коэффициент теплового расширения положителен, и увеличиваться в противоположном случае. Примером подобного процесса является адиабатическое дросселирование, которое также является необратимым адиабатическим процессом, при котором работа не совершается, так как начальная и конечная энтальпии термодинамической системы равны между собой.
Необратимость адиабатических процессов связана с неравновесным переходом от начального состояния к конечному: система не следует адиабате Пуассона {\displaystyle pV^{\mathsf {k}}=\mathrm {const} }, поэтому точный путь системы в координатах термодинамических величин не может быть указан. К необратимости может привести наличие внутреннего трения в газе, которое изменит энтропию системы. Так как выделяемое при изменении энтропии тепло не покидает систему (отсутствие обмена теплом с окружающей средой может быть осуществлено с помощью теплоизоляции), меняется температура газа. Изменение энтропии необратимого процесса из состояния A в состояние B можно рассчитать, соединив их на диаграмме несколькими отрезками путей, соответствующих обратимым процессам. Примерами необратимых адиабатических процессов являются дросселирование и смешение двух газов, первоначально находившихся при разных температурах и давлениях внутри поделённого пополам термостата.

## Примеры
Открытие адиабатического процесса практически сразу нашло применение в дальнейших исследованиях. Создание теоретической модели цикла Карно позволило установить пределы развития реальных тепловых машин (сам С. Карно показал, что двигатель с более высоким КПД позволил бы создать вечный двигатель). Однако цикл Карно трудно осуществим для некоторых реальных процессов, так как входящие в его состав изотермы требуют определённой скорости теплообмена. Поэтому были разработаны принципы циклов, частично сходных с циклом Карно (например, цикл Отто, цикл сжижения газа, цикл Ренкина), которые были бы применимы в конкретных практических задачах.
Дальнейшие исследования показали также, что некоторые процессы в природе (например, распространение звука в газе) можно с достаточной степенью приближения описывать адиабатическим процессом и выявлять их закономерности. Химическая реакция внутри объёма газа в случае отсутствия теплообмена с окружающей средой также по определению будет адиабатическим процессом. Таким процессом является, например, адиабатическое горение. Для атмосферы Земли также считается адиабатическим процесс совершения газом работы на увеличение его потенциальной энергии. Исходя из этого, можно определить адиабатический градиент температуры для атмосферы Земли. Теория адиабатического процесса употребляется и для других астрономических объектов с атмосферой. В частности, для Солнца наличие макроскопических конвекционных движений теоретически определяют путём сравнения адиабатического градиента и градиента лучевого равновесия.
Адиабатическими можно считать процессы, происходящие с применением адиабатных оболочек.

### Цикл Карно

Цикл Карно в координатах P и V

Цикл Карно является идеальным термодинамическим циклом. Тепловая машина Карно, работающая по этому циклу, обладает максимальным КПД из всех машин, у которых максимальная и минимальная температуры осуществляемого цикла совпадают соответственно с максимальной и минимальной температурами цикла Карно.
Максимальное КПД достигается при обратимом цикле. Для того, чтобы цикл был обратимым, из него должна быть исключена передача тепла при наличии разности температур. Чтобы доказать этот факт, предположим, что передача тепла при разности температур имеет место. Данная передача происходит от более горячего тела к более холодному. Если предположить процесс обратимым, то это означало бы возможность передачи тепла обратно от более холодного тела к более нагретому, что невозможно, следовательно процесс необратим. Соответственно, преобразование тепла в работу может происходить только изотермически. При этом обратный переход двигателя в начальную точку только путём изотермического процесса невозможен, так как в этом случае вся полученная работа будет затрачена на восстановление исходного положения. Так как выше было показано, что адиабатический процесс может быть обратимым — то этот вид адиабатического процесса подходит для использования в цикле Карно.
Всего при цикле Карно происходят два адиабатических процесса:
1. Адиабатическое (изоэнтропическое) расширение (на рисунке — процесс 2→3). Рабочее тело отсоединяется от нагревателя и продолжает расширяться без теплообмена с окружающей средой. При этом его температура уменьшается до температуры холодильника.
2. Адиабатическое (изоэнтропическое) сжатие (на рисунке — процесс 4→1). Рабочее тело отсоединяется от холодильника и сжимается без теплообмена с окружающей средой. При этом его температура увеличивается до температуры нагревателя.

### Цикл Отто

Схема работы четырёхтактного двигателя, цикл Отто
1. впуск
2. сжатие
3. рабочий ход
4. выпуск

При идеальном цикле Отто, который приближённо воспроизведён в бензиновом двигателе внутреннего сгорания, второй и третий из четырёх тактов являются адиабатическими процессами. Работа, которая совершается на выходе двигателя, равна разности работы, которую произведёт газ над поршнем во время третьего такта (то есть рабочего хода), и работы, которую затрачивает поршень на сжатие газа во время второго такта. Так как в цикле Отто используется система принудительного зажигания смеси, то происходит сжатие газа в 7—12 раз. Более высокая степень сжатия требует использования топлива с более высоким октановым числом (для бензиновых ДВС) во избежание детонации.
Рассчитаем пример процесса, происходящего в двигателе внутреннего сгорания при адиабатическом сжатии. Примем величину сжатия 10 и объём двигателя 10−3 м³ (1 л). Перед сжатием припишем смеси околокомнатную температуру 300 K (около 27 °C) и нормальное атмосферное давление около 100 кПа. Также примем газ смеси двухатомным и идеальным. Тогда
{\displaystyle PV^{k}=\mathrm {const} =100\,000\,\mathrm {\Pi a} \cdot 10^{-3\cdot 7/5}=100\times 10^{3}\cdot 6{,}31\times 10^{-5}=6{,}31.}
Рассмотрим процесс сжатия газа в десять раз — до объёма 100 мл. Константа адиабатического сжатия остаётся при этом равной 6,31. Итого получаем:
{\displaystyle P\cdot V^{k}=\mathrm {const} =6{,}31=P\cdot 10^{-4\cdot 7/5},}
что даёт решение для P:
{\displaystyle P=6{,}31/10^{-4\cdot 7/5}=6{,}31/2{,}52\times 10^{-6}=2{,}50\times 10^{6}\,\mathrm {\Pi a} ,}
что составляет приблизительно 24,5 атмосферы. Однако в процессе сжатия изменилось не только давление, но и температура газа, которую можно рассчитать по закону Менделеева — Клапейрона:
{\displaystyle {PV \over T}=\mathrm {const} ={{10^{5}\cdot 10^{-3}} \over {300}}=0{,}333.}
Теперь, подставляя объём 100 мл и вычисленное нами ранее давление, получаем температуру:
{\displaystyle {PV \over {\mathrm {const} }}=T={{2{,}50\times 10^{6}\cdot 10^{-4}} \over {0{,}333}}=750\,\mathrm {K} .}
Как видно из решения, такая температура не может привести к самоподжигу топлива. Выводы из расчёта справедливы и для реальных двигателей, так как в них при данной степени сжатия самоподжига не происходит.

### Прохождение звуковых волн в газе
Для небольших объёмов газа адиабатическим процессом, близким к обратимому, можно считать процессы в небольших объёмах газа при прохождении звуковой волны.
На основании этого можно рассчитать скорость звука в газах путём нахождения зависимости {\displaystyle {\frac {\partial \xi }{\partial x}}} в малом цилиндрическом объёме газа с площадью S и длиной {\displaystyle \Delta x}, где x — направление распространения волны, а {\displaystyle \xi } — смещение точек внутри цилиндра под действием волны. Сопоставив найденное уравнение с волновым уравнением, получим:

{\displaystyle c={\sqrt {\frac {kRT}{M}}}={\sqrt {\frac {kR(t+273{,}15)}{M}}},}
где {\displaystyle T} — абсолютная температура в кельвинах; {\displaystyle t} — температура в градусах Цельсия; {\displaystyle M} — молярная масса. По порядку величины скорость звука в газах близка к средней скорости теплового движения молекул и в приближении постоянства показателя адиабаты пропорциональна квадратному корню из абсолютной температуры. Данные выражения являются приближёнными, поскольку основываются на уравнениях, описывающих поведение идеального газа. При больших давлениях и температурах необходимо вносить соответствующие поправки, в частности, точно вычислить соотношение {\displaystyle {\frac {P}{\rho }}} для невозмущённого волной газа.

### Сжижение газов

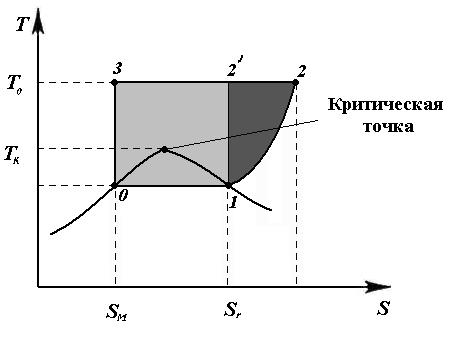
Идеальный цикл сжижения газа

Пусть необходимо охладить идеальный газ путём отведения тепла в область с более высокой температурой. Тогда наименьшая затрачиваемая работа будет происходить по циклу Карно в обратном направлении {\displaystyle 3-0-1-2^{\prime }} (существование цикла с меньшей затрачиваемой работой противоречит второму закону термодинамики). Если получение сжиженного газа будет происходить непосредственно в рабочем теле, то идеальный цикл примет другой вид. Построим точки 0 и 1 на графике температуры-энтропии (T-S соответственно) так, чтобы они соответствовали одной температуре. Тогда в точках на участке 0—1 будет происходить конденсация газа. Конденсированный газ будет удаляться из рабочего тела. В результате этого процесса переход {\displaystyle 1-2^{\prime }} с восстановлением газа будет невозможным. Возможным же будет переход 1—2. В полученном цикле адиабатический процесс 3—0 выводит систему в точку, откуда возможна конденсация газа.
В реальном газе при наличии большого давления и низкой температуры возможна ситуация, когда значительную роль в движении молекул начинает играть межмолекулярное притяжение. В случае адиабатического расширения газа (например в результате использования эффекта Джоуля — Томсона) из-за работы, которая тратится на преодоление межмолекулярного притяжения, температура газа резко падает, часть газа конденсируется. Адиабатическое дросселирование проходит с увеличением энтропии и не сразу после изотермического сжатия.

### Магнитное охлаждение

Магнитокалорический эффект. Адиабатической здесь является фаза размагничивания

С помощью адиабатического размагничивания парамагнетиков можно достичь температуры в сотые доли кельвина, а для некоторых веществ (так называемые ванфлековские или поляризационные парамагнетики) даже нанокельвинов. Метод был предложен Петером Дебаем и Уильямом Джиоком в 1926 году. Парамагнитный образец для эффективного охлаждения должен иметь малую удельную теплоёмкость кристаллической решётки и большую удельную теплоёмкость магнитной подсистемы, его внутренние магнитные поля должны быть малы, а спин-решёточная связь достаточно сильной. Этим условиям удовлетворяют медь и один из интерметаллидов празеодима с никелем (празеодимпентаникель, {\displaystyle {\ce {PrNi5}}}).
При температуре порядка одного кельвина спины электронов, как правило, упорядочены, в отличие от ядерных спинов I. При этом связь между ядерными спинами различных атомов практически отсутствует. При магнитном охлаждении образец вначале намагничивают в сильном магнитном поле B (до нескольких Тл), которое упорядочивает его магнитную подсистему. Далее происходит адиабатическое размагничивание, которое сохраняет постоянной энтропию системы. Энтропия одного моля меди зависит от ядерных спинов I, поля B и температуры T (в кельвинах) как
{\displaystyle S=R\ln(2I+1)-f(I){\frac {B^{2}+b^{2}}{2\mu _{B}T^{2}}},}
где R — газовая постоянная, b — внутреннее магнитное поле вещества, {\displaystyle \mu _{B}} — магнетон Бора, а f(I) — некоторая функция от ядерного спина. В процессе, при котором энтропия остаётся постоянной, а магнитное поле B уменьшается, также уменьшается и температура образца T. Результирующая температура с учётом анизотропии фактора Ланде равна
{\displaystyle T=T_{0}{\frac {gH}{g_{0}H_{0}}},}
где g и g0 — факторы Ланде для направлений полей с напряжённостями H и H0 соответственно.

### Комментарии
1. ↑  Если в уравнении {\displaystyle A} считать работой внешних сил над системой, то уравнение будет иметь вид {\displaystyle \Delta U=A}
2. ↑  Что можно наглядно проследить на этом рисунке, если наблюдать за любой помеченной красным молекулой
3. ↑  В соответствии с определением изотермический процесс происходит при постоянной температуре (см. например, Савельев, 2001, с 30). Если же процесс другой, то при постоянной температуре нагревателя/холодильника, очевидно в какой-то момент будет разность температур. Если же теплообмен происходит с телом переменной температуры, как в цикле Стирлинга, то это условие необязательно.
4. ↑  Чтобы соответствовать циклу Отто, процесс сгорания топлива между вторым и третьим тактом должен быть быстрым по сравнению со временем такта.
5. ↑  Рабочая температура для дизельных двигателей, работающих по системе самовоспламенения, составляет 820—870 K.
6. ↑  Так как такой процесс будет сопровождаться передачей тепла между частями газа и, следовательно, будет необратимым (как любой процесс с передачей от более горячего тела к холодному — см. Савельев, 2001, с 106), а для обратимого адиабатического процесса dS = 0.